# 溫納貝戈 (伊利諾伊州)
溫納貝戈（英語：Winnebago）是位於美國伊利諾伊州溫納貝戈縣的一個村落。

## 地理
溫納貝戈的座標為42°15′56″N 89°14′26″W / 42.26556°N 89.24056°W，而該地最高點為海拔高度265米（即869英尺）。

## 人口
根據2010年美國人口普查的數據，溫納貝戈的面積為5.02平方千米，當中陸地面積為5.02平方千米，而水域面積為0.00平方千米。當地共有人口3101人，而人口密度為每平方千米617人。